# Leptobotia taeniops
Leptobotia taeniops är en fiskart som först beskrevs av Sauvage, 1878.  Leptobotia taeniops ingår i släktet Leptobotia och familjen nissögefiskar. Inga underarter finns listade i Catalogue of Life.